# Grand Prix moto de Grande-Bretagne 2005
Le Grand Prix moto de Grande-Bretagne 2005 est le neuvième rendez-vous de la saison 2005 du championnat du monde de vitesse moto. Il s'est déroulé sur le Circuit de Donington Park du 22 au 24 juillet 2005.
C'est la 29e édition du Grand Prix moto de Grande-Bretagne.

## Classement MotoGP
| Pos. | Pilote             | Constructeur | Temps/Écart     | Grille | Points |
| ---- | ------------------ | ------------ | --------------- | ------ | ------ |
| 1    | Valentino Rossi    | Yamaha       | 52 min 58 s 675 | 1      | 25     |
| 2    | Kenny Roberts, Jr. | Suzuki       | +3 s 169        | 16     | 20     |
| 3    | Alex Barros        | Honda        | +4 s 006        | 4      | 16     |
| 4    | Colin Edwards      | Yamaha       | +10 s 292       | 6      | 13     |
| 5    | Carlos Checa       | Ducati       | +13 s 020       | 13     | 11     |
| 6    | Loris Capirossi    | Ducati       | +23 s 321       | 11     | 10     |
| 7    | Makoto Tamada      | Honda        | +37 s 833       | 9      | 9      |
| 8    | Alex Hoffman       | Kawasaki     | +44 s 617       | 15     | 8      |
| 9    | Toni Elias         | Yamaha       | +1 tour         | 17     | 7      |
| 10   | Roberto Rolfo      | Ducati       | +1 tour         | 19     | 6      |
| 11   | John Hopkins       | Suzuki       | +2 tours        | 10     | 5      |
| Abd. | Franco Battaini    | Blata        | Abandon         | 21     |        |
| Abd. | James Ellison      | Blata        | Abandon         | 20     |        |
| Abd. | Shane Byrne        | Proton       | Abandon         | 18     |        |
| Abd. | Sete Gibernau      | Honda        | Abandon         | 2      |        |
| Abd. | Shinya Nakano      | Kawasaki     | Abandon         | 12     |        |
| Abd. | Max Biaggi         | Honda        | Abandon         | 8      |        |
| Abd. | Troy Bayliss       | Honda        | Abandon         | 7      |        |
| Abd. | Nicky Hayden       | Honda        | Abandon         | 5      |        |
| Abd. | Marco Melandri     | Honda        | Abandon         | 3      |        |
| Abd. | Ruben Xaus         | Yamaha       | Abandon         | 14     |        |

## Classement 250 cm3
| Pos  | Pilote             | Constructeur | Temps/Écart     | Grille | Points |
| ---- | ------------------ | ------------ | --------------- | ------ | ------ |
| 1    | Randy de Puniet    | Aprilia      | 49 min 11 s 337 | 6      | 25     |
| 2    | Anthony West       | KTM          | +1 s 236        | 15     | 20     |
| 3    | Casey Stoner       | Aprilia      | +16 s 740       | 10     | 16     |
| 4    | Daniel Pedrosa     | Honda        | +47 s 825       | 1      | 13     |
| 5    | Sebastian Porto    | Aprilia      | +1 min 03 s 449 | 5      | 11     |
| 6    | Simone Corsi       | Aprilia      | +1 min 32 s 437 | 14     | 10     |
| 7    | Andrea Dovizioso   | Honda        | +1 min 34 s 560 | 4      | 9      |
| 8    | Jorge Lorenzo      | Honda        | +1 min 45 s 964 | 2      | 8      |
| 9    | Sylvain Guintoli   | Aprilia      | +1 tour         | 12     | 7      |
| 10   | Andrea Ballerini   | Aprilia      | +1 tour         | 20     | 6      |
| 11   | Mirko Giansanti    | Aprilia      | +1 tour         | 22     | 5      |
| 12   | Roberto Locatelli  | Aprilia      | +1 tour         | 11     | 4      |
| 13   | Alex Baldolini     | Aprilia      | +1 tour         | 19     | 3      |
| 14   | Grégory Leblanc    | Aprilia      | +2 tours        | 24     | 2      |
| 15   | Radomil Rous       | Honda        | +2 tours        | 25     | 1      |
| 16   | Jakub Smrž         | Honda        | +2 tours        | 17     |        |
| 17   | Steve Jenkner      | Aprilia      | +2 tours        | 18     |        |
| 18   | Alvaro Molina      | Aprilia      | +2 tours        | 29     |        |
| 19   | Gabriele Ferro     | Fantic       | +4 tours        | 31     |        |
| Abd. | Andreas Martensson | Yamaha       | Abandon         | 30     |        |
| Abd. | Chaz Davies        | Aprilia      | Abandon         | 16     |        |
| Abd. | Taro Sekiguchi     | Aprilia      | Abandon         | 26     |        |
| Abd. | Hector Barbera     | Honda        | Abandon         | 7      |        |
| Abd. | Hiroshi Aoyama     | Honda        | Abandon         | 8      |        |
| Abd. | Yves Polzer        | Aprilia      | Abandon         | 28     |        |
| Abd. | Alex De Angelis    | Aprilia      | Abandon         | 3      |        |
| Abd. | Martín Cárdenas    | Aprilia      | Abandon         | 23     |        |
| Abd. | Dirk Heidolf       | Honda        | Abandon         | 21     |        |
| Abd. | Arnaud Vincent     | Fantic       | Abandon         | 27     |        |
| Abd. | Alex Debón         | Honda        | Abandon         | 13     |        |
| Abd. | Yuki Takahashi     | Honda        | Abandon         | 9      |        |

## Classement 125 cm3
| Pos  | Pilote             | Constructeur | Temps/Écart     | Grille | Points |
| ---- | ------------------ | ------------ | --------------- | ------ | ------ |
| 1    | Julian Simon       | KTM          | 17 min 35 s 523 | 6      | 25     |
| 2    | Mike Di Meglio     | Honda        | +2 s 406        | 9      | 20     |
| 3    | Fabrizio Lai       | Honda        | +8 s 896        | 5      | 16     |
| 4    | Marco Simoncelli   | Aprilia      | +9 s 169        | 3      | 13     |
| 5    | Pablo Nieto        | Derbi        | +13 s 837       | 17     | 11     |
| 6    | Thomas Lüthi       | Honda        | +18 s 323       | 4      | 10     |
| 7    | Mika Kallio        | KTM          | +23 s 453       | 1      | 9      |
| 8    | Joan Olive         | Aprilia      | +31 s 424       | 15     | 8      |
| 9    | Dan Linfoot        | Honda        | +33 s 865       | 39     | 7      |
| 10   | Toshihisa Kuzuhara | Honda        | +40 s 094       | 30     | 6      |
| 11   | Sergio Gadea       | Aprilia      | +40 s 345       | 14     | 5      |
| 12   | Chris Elkin        | Honda        | +40 s 761       | 41     | 4      |
| 13   | Jordi Carchano     | Aprilia      | +42 s 789       | 26     | 3      |
| 14   | Lorenzo Zanetti    | Aprilia      | +42 s 833       | 27     | 2      |
| 15   | Sandro Cortese     | Honda        | +43 s 420       | 28     | 1      |
| 16   | Raymond Schouten   | Honda        | +43 s 587       | 25     |        |
| 17   | Karel Abraham      | Aprilia      | +45 s 101       | 36     |        |
| 18   | Gioele Pellino     | Malaguti     | +47 s 077       | 38     |        |
| 19   | Federico Sandi     | Honda        | +48 s 901       | 31     |        |
| 20   | Raffaele de Rosa   | Aprilia      | +49 s 088       | 21     |        |
| 21   | Nicolas Terol      | Derbi        | +54 s 566       | 18     |        |
| 22   | James Westmoreland | Honda        | +59 s 769       | 37     |        |
| 23   | Vincent Braillard  | Aprilia      | +1 min 00 s 672 | 33     |        |
| 24   | Mateo Tunez        | Aprilia      | +1 min 02 s 134 | 24     |        |
| 25   | Manuel Poggiali    | Gilera       | +1 min 26 s 419 | 11     |        |
| 26   | Imre Tóth          | Aprilia      | +1 min 28 s 411 | 34     |        |
| Abd. | Aleix Espargaro    | Honda        | Abandon         | 19     |        |
| Abd. | Alvaro Bautista    | Honda        | Abandon         | 12     |        |
| Abd. | Alexis Masbou      | Honda        | Abandon         | 10     |        |
| Abd. | Lukas Pesek        | Derbi        | Abandon         | 20     |        |
| Abd. | Rob Guiver         | Honda        | Abandon         | 40     |        |
| Abd. | Gabor Talmacsi     | KTM          | Abandon         | 7      |        |
| Abd. | Dario Giuseppetti  | Aprilia      | Abandon         | 29     |        |
| Abd. | Manuel Hernandez   | Aprilia      | Abandon         | 16     |        |
| Abd. | Mattia Pasini      | Aprilia      | Abandon         | 2      |        |
| Abd. | Michele Pirro      | Malaguti     | Abandon         | 32     |        |
| Abd. | Tomoyoshi Koyama   | Honda        | Abandon         | 8      |        |
| Abd. | Hector Faubel      | Aprilia      | Abandon         | 13     |        |
| Abd. | Kevin Coghlan      | Honda        | Abandon         | 35     |        |
| Abd. | Ángel Rodríguez    | Honda        | Abandon         | 23     |        |
| Abd. | Andrea Iannone     | Aprilia      | Abandon         | 22     |        |

Notes :

La course a été arrêtée en raison de fortes pluies. Elle a ensuite été relancé avec la grille suivant l'ordre déterminé au moment de la suspension. La deuxième partie de la course a déterminé le résultat final.